# エッカート・モークリー・コンピュータ・コーポレーション
エッカート・モークリー・コンピュータ・コーポレーション(Eckert–Mauchly Computer Corporation, EMCC)は、かつてアメリカ合衆国にあったコンピュータメーカーである。ジョン・プレスパー・エッカートとジョン・モークリーが1946年3月に創業し、1947年12月22日に設立された。
エッカートとモークリーは、ペンシルベニア大学でENIACを構築した後、EMCCを設立し、商用・軍事用の新しい設計のコンピュータを構築した。当初はElectronic Control Companyと称していたが、設立時に社名をEckert–Mauchly Computer Corporationに変更した。
1950年、同社はレミントンランドに売却された。レミントンランドは後にスペリーと合併してスペリーランドになり、現在はユニシスとして存続している。

## 設立
モークリーは、EMCCを設立する前に、潜在的な顧客のニーズを調査した。1944年の、彼はメモを作成し、会話の詳細な記録を残した。例えば、モークリーは国勢調査局の完了ウィリアム・マドーと会い、彼らがどのようなコンピュータを望んでいるかについて議論した。国勢調査局は、国勢調査で管理する必要があるパンチカードの数を減らすことを望んでいた。この会合の後、マドーは実際にENIACを見学しに行った。また、モークリーは、アメリカ陸軍通信部隊のソロモン・カルバック中佐と会い、暗号（コードとサイファー）について議論した。カルバックは、通信部隊では多くの「より高速で柔軟な」コンピュータが必要であると述べた。モークリーは、EDVACの潜在的な暗号化・復号の能力を慎重に分析することにより、それに対応した。これらのことから、エッカートとモークリーは、自分たちの製品に対する政府の強い需要が見込めると確信した。
1946年の春までに、エッカートとモークリーはペンシルベニア大学とアメリカ陸軍との契約を結び、すでに大学のムーア・スクール（電気工学部）でEDVAC（ENIACの後継機）を設計していた。しかし、大学の新しい方針で、知的財産権を大学に譲渡するという署名を迫られたことから、彼らは大学を辞任し、これによりEDVACの設計は遅れることとなった。プリンストン高等研究所のジョン・フォン・ノイマンのチームやIBMに入ることを検討した後、彼らはペンシルベニア州フィラデルフィアで自分たちの会社を設立することを決定した。

## UNIVAC
モークリーは国勢調査局に対しEDVAC II（後にUNIVAC Iに改称されたモデル）の商談を行い、1950年の国勢調査に備えて1948年にコンピュータを購入する契約を取った。エッカートはムーア・スクールのエンジニアを含む社員を雇い、EMCCは大規模なコンピュータを設計・製造するための野心的なプログラムを立ち上げた。その主な成果は、高速ストレージに磁気テープを使用したことである。開発中、モークリーは新たな顧客を獲得し続け、ソフトウェア部門を創設した。ソフトウェア部門では、Short Code用の世界初のコンパイラなどを開発した。

### 共産主義者の潜入の告発
EMCCは、陸軍、海軍、空軍のそれぞれと1台ずつのUNIVACの契約も受けた。しかし、マッカーシズムの時代に「共産主義寄りの」エンジニアを雇ったとして非難され、これらの契約は最終的に取り消された。EMCCは政府から契約を受けるためのクリアランスを失った。社長兼チーフセールスマンであるモークリーは、会社の資産を没収された。彼は告発に異議を申し立てたが、公聴会で彼が再び会社で働くことが許可されるまでに2年かかった。それまでに、UNIVACの製造は予定よりも大幅に遅れていた。1952年の大統領選挙の結果を予測するためにUNIVAC Iを使用するためのプログラミングは、ペンシルベニア州アンブラーにあるモークリーの自宅で、モークリーとペンシルベニア大学の統計学者マックス・ウッドベリーによって行われた。

## BINACと財政難
キャッシュフローが悪く、UNIVACの完成に時間がかかったため、EMCCは別のプロジェクトを迅速に行うことにした。それは、ノースロップから請け負った小型（ENIACと比較して）のコンピュータBINACである。当初の開発コストの見積もりが非常に非現実的であることが判明し、1948年の夏までにEMCCはほぼ資金不足になった。しかし、ボルチモアにある電気機械式トータライザーのメーカーであるアメリカン・トータライザーの副社長ハリー・L・ストラウスの支援により一時的に持ちこたえた。ストラウスは、EMCCの仕事は、一般的な意味でも有望であることに加え、レーストラックビジネスに使えるかもしれないと感じ、EMCCに500,000ドルを投資した。ストラウスはEMCCの取締役会会長に就任し、アメリカン・トータライザーはEMCCの株式の40%受け取った。1949年10月に飛行機墜落事故でストラウスが死亡し、アメリカン・トータライザーはEMCCへの支援を撤回した。
BINACは最終的に1949年に納品されたが、ノースロップはうまく機能しなかったと主張した。EMCCでの受け入れテストでは正常に機能していたが、ノースロップはセキュリティ上の懸念を理由に、出荷後の製品を組み立て直しをEMCCの従業員が行うことを拒否した。その代わりに、ノースロップは学校を卒業したばかりの電気エンジニアを雇って製品を組み立てた。EMCCは、設計の品質を証明した後で、それは完全に機能したと主張している。

## レミントンランドへの売却

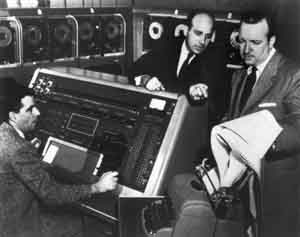
UNIVACは、1952年の大統領選挙の夜にCBSテレビで特集された。エッカート（中央）と米国国勢調査局のHarold Sweeny（左）、Walter Cronkite（右）。

EMCCの納期と費用の見積もりが楽観的であることが、BINACで起こったことにより証明され、EMCCは再び財政難に陥った。1950年初頭、EMCCは売却された。売却先の候補はNCRとレミントンランドだった。レミントンランドが最初にオファーを行い、1950年2月15日にEMCCを買収し、EMCCはレミントンランドのUNIVAC部門になった。
最初のUNIVACは、EMCCがレミントンランドに買収されて1年以上経った1951年3月にようやく納品されたが、1950年の国勢調査には間に合わなかった。しかし、EMCCの施設内で受け入れ検査に合格すると、UNIVACで処理するために、パンチカードを満載したトラックが次から次にやって来て、紙テープに記録された（冗談として、「カードから紙テープへの変換機」と呼ばれた）。国勢調査局は、EMCCの施設内でUNIVACのプロトタイプを数か月間使用した。
モーリーは1952年にレミントンランドを退社したが、モークリーとレミントンランドとの契約は1960年まで続き、その間は他のコンピュータのプロジェクトに取り組むことが禁じられていた。レミントンランドは1955年にスペリーと合併し、1975年にこの部門はスペリーUNIVACに改称された。スペリーはスペリーランドを経て、現在はユニシスになっている。